# Mount Fay
Mount Fay – góra w Kanadzie na granicy Alberty i Kolumbii Brytyjskiej, w Canadian Rockies. Jest jednym ze szczytów Ten Peaks, otaczających jezioro Moraine. Jej wysokość wynosi 3235 m n.p.m..
Pierwotnie góra została nazwana przez Samuela Allena Heejee na podstawie nazwy używanej przez miejscowych Indian. Obecną nazwę nadał w 1902 roku Edward Fay. Górę po raz pierwszy zdobyła w 1904 roku Gertrude Benham. W 1937 roku dokonano pierwszego wejścia zimą.